# ココロに花を!!
『ココロに花を!!』（ココロにはなを!!）は、菅野文による日本の漫画作品。

## 概要
- 掲載情報
  - 『花とゆめ』（白泉社）2003年1号・4号-6号・13号-15号
  - 『ザ花とゆめ』（白泉社）2003年12月1日号・2004年2月1日号

単行本は全2巻。描き下ろしのサブストーリー「-30 years ago」が2巻に、過去の読み切り作品「学校のススメ」が1巻にそれぞれ収録されている。
養父母の意志を継ぎ、花屋を再開させた兄弟と、店を訪れる客との心の交流を描く。

## あらすじ
両親の不慮の事故死が原因で、現在無期限休業中の花屋ハナヤギ生花店。
後に遺された血の繋がらない5人の兄弟は散り散りとなり、三男の桜が一人で店を守っていた。
両親の一周忌を機に、店を再開したい桜は兄弟を集めて回る。皆、一度は渋ったものの、桜の強い思いに動かされ、かくして、ハナヤギ生花店は再開の日を迎える。

## 登場人物
花谷木 桜（はなやぎ さくら）
三男。16歳。元気さだけが取り柄の男の子。定時制の高校に通っている。父親に勧められ、格闘技を習っていた。
花谷木 竜胆（はなやぎ りんどう）
長男。24歳。料理人の道を志し、レストランで住み込みで働いていた。
花谷木 蘭（はなやぎ らん）
次男。20歳。女性を口説くのが生きがい。ホストを天職だと思っている。
花谷木 椿（はなやぎ つばき）
四男。14歳。中学生。ヴァイオリンの才能があり、超エリート校と呼ばれる私立中学校に在籍。寮生活を送っていた。
花谷木 向日葵（はなやぎ ひまわり）
五男。5歳。まだ学生である桜には養えないため、施設に戻されていた。
花谷木夫妻
五兄弟の義理の両親。子どもができなかったため彼らを養子にした。夫は元警察官で、花谷木家に婿養子に入った。

## 収録作品
学校のススメ
『花とゆめ』 2002年13号に掲載。
私立の男子校の芸能クラスの担任になった熱血教師の物語。